# Cantón de Morsang-sur-Orge
El cantón de Morsang-sur-Orge era una división administrativa francesa, que estaba situada en el departamento de Essonne y la región de Isla de Francia.

## Composición
El cantón estaba formado por dos comunas:
- Fleury-Mérogis
- Morsang-sur-Orge

## Supresión del cantón de Morsang-sur-Orge
En aplicación del Decreto nº 2014-230 de 24 de febrero de 2014, el cantón de Morsang-sur-Orge fue suprimido el 22 de marzo de 2015 y sus 2 comunas pasaron a formar parte; una del nuevo cantón de Ris-Orangis y una del nuevo cantón de Sainte-Geneviève-des-Bois.